# オタル・カカバーゼ
オタル・カカバーゼ（Otar Kakabadze グルジア語: ოთარ კაკაბაძე, 1995年6月27日 - ）は、ジョージア・トビリシ出身のサッカー選手。エクストラクラサ・KSクラコヴィア所属。ポジションはDF。

## クラブ経歴
2011年にFCディナモ・トビリシに入団。2012年にチームIIに昇格。2年間プレーし、2014年にトップチームに昇格。9月16日のFCシュクラ・コブレティ戦でトップチーム初出場。2014-15シーズンはトップリーグで23試合に出場。2015年10月23日のFCスパルタキ・ツヒンヴァリ戦で、プロ初ゴールを決めた。
2016年7月7日.ジムナスティック・タラゴナと3年契約を締結。加入1年目の2016-17シーズンは、シーズン途中から半年間のローン移籍でエスビャウfBでプレー。2017-18シーズンはセグンダ・ディビシオン (2部リーグ)で38試合1ゴールを記録するも、チームは15位で終了。2018年8月30日にFCルツェルンに移籍した。
2020年9月25日、CDテネリフェと契約した。

## 代表経歴
プロデビュー前からユース世代のジョージア代表の主力として活躍。2015年9月のUEFA EURO 2016予選にフル代表初招集。同年10月8日の同予選のジブラルタル戦でフル代表初出場を果たした。